# Экран (творческое объединение)
Тво́рческое объедине́ние «Экра́н» — советское и российское подведомственное предприятие Гостелерадио СССР, занимавшееся производством телефильмов в 1967—1990 годах. и осуществлявшее функции представительства Гостелерадио СССР при заказе их производства в 1970—1990 годах. В 1992—1996 годах. аналогичное название носило государственное предприятие учреждённое РГТРК «Останкино».

## История

### Творческое объединение «Экран» Гостелерадио СССР (1967—1988)
Создано 17 июня 1967 года (до этого производство и заказ телефильмов для Гостелерадио СССР осуществляло само Гостелерадио СССР в лице Отдела производства фильмов ЦТ, созданного 24 февраля 1964 года). С 1970 года объединение стало осуществлять производство мультипликационных телефильмов и осуществлять функции представительства Гостелерадио СССР при оформления заказов производства телефильмов киностудиями и одним из их производителей: в среднем ежегодно из 117 художественных телефильмов 15 производились самим объединением и 102 киностудиями по его заказу, 40 % производившихся в стране фильмов снимались по заказу объединения. Например, на киностудии «Грузия-Фильм» 6 из 14 снимаемых ежегодно полнометражных художественных фильмов были заказами объединения.
При этом часть телекинематографической деятельности продолжало осуществлять само Гостелерадио СССР: дубляж иностранных телефильмов оно осуществляло в лице Главной редакции кинопрограмм Центрального телевидения, а заказ телефильмов у местных телестудий — в лице Отдела телефильмов Главного управления местного радиовещания и телевидения.

### ТПО «Союзтелефильм» (1988—2008)
15 октября 1988 года творческое объединение «Экран» было преобразовано в творческо-производственное объединение «Союзтелефильм» (ТПО «Союзтелефильм»), которому перешли часть функций тематических главных редакций (включая закупку и дублирование иноязычных телефильмов и телесериалов, заказ производства телефильмов местными телеорганизациями), ставшее основным заказчиком и одним из производителей телефильмов для Гостелерадио СССР.
Весной 1992 года заказ и производство телефильмов объединением практически полностью прекратилось, а основной деятельностью стало предоставление уже снятых фильмов различным телеорганизациям. 7 мая 1992 года оно было передано в ведение РГТРК «Останкино», 7 сентября 1993 года выведено из-под его подчинения, 15 мая 1997 года получила статус государственного унитарного предприятия, с 1998 года — дочернее предприятие ВГТРК, в 2006 году ликвидировано (на базе его был создан одноимённый филиал в структуре ВГТРК, 28 июля 2008 года ВГТРК отказалась от прав на фильмы ТО «Экран»/ТПО «Союзтелефильм» в пользу Гостелерадиофонда, а 10 сентября 2008 года филиал был ликвидирован).

### Творческое объединение «Экран» РГТРК «Останкино» (1992—1996)
13 марта 1992 года РГТРК «Останкино» (созданная на базе Гостелерадио СССР) учредила дочернюю организацию «Творческое объединение „Экран“», которой было снято несколько телефильмов, а также теленовелла «Петербургские тайны». Закупку и дублирование иностранных телефильмов и телесериалов, закупку отечественных и иностранных кинофильмов для телерадиокомпании осуществляла другая её дочерняя организация — Студия кинопрограмм РГТРК «Останкино», закупку и дублирование иностранных детских и юношеских телефильмов и телесериалов, закупку детских и юношеских кинофильмов — Студия детских и юношеских программ РГТРК «Останкино».
Однако через некоторое время после ликвидации РГТРК «Останкино» 12 октября 1995 года деятельность творческого объединения замерла, а права на его фильмы (как и прочие фильмы и передачи других дочерних организаций телерадиокомпании) 17 июля 1997 года перешли к Гостелерадиофонду.

## Руководители
Директора ТО «Экран»
- Марлен Хуциев (1968—1970)
- Борис Хессин (1970—1987)[26]

Директора ТПО «Союзтелефильм»
- Григорий Тараненко (1988—1997)

Директора ТО «Экран» РГТРК «Останкино»
- Борис Хессин (1992—1996)
- Юрий Миронов (1996—2013)

Художественные руководители ТО «Экран» РГТРК «Останкино»
- Галина Шергова[27]

Директора ФГУП «Союзтелефильм»
- Григорий Тараненко (1997—2006)

Директора филиала ФГУП «ВГТРК» «Союзтелефильм»
- Григорий Тараненко[28] (2006—2008)

## Структура
- Отдел «Хроника» (позднее Студия «Телекинохроника») — производил хроникальные телефильмы
- Студия документальных телефильмов («Ковчег») — производила документальные телефильмы, художественный руководитель — Виктор Лисакович[29]
- Студия художественных телефильмов («Сериал»)[30] — производила игровые художественные телефильмы и телефильмы-спектакли, художественный руководитель — Леонид Пчёлкин[31]
- Студия музыкальных программ — производила телефильмы-концерты и концертные программы, художественный руководитель — Андрей Золотов[32]
- Студия детских и юношеских телефильмов («Юнтелефильм») — производила детские и юношеские художественные телефильмы, художественный руководитель — Константин Бромберг[33]
- Студия мультипликационных телефильмов («Мульттелефильм») — производила преимущественно короткометражные художественные и сатирические мультипликационные телефильмы, как рисованные, так и кукольные, главный редактор Виктор Козловский (1985—1989)[34]
- Студия дублирования зарубежных фильмов (в 1989—1992 гг., позднее Творческое объединение «Дубляж» в составе Студии кинопрограмм, ещё позднее Творческое объединение «Дубляж» Студии литературно-художественных программ)[1] — осуществляла дубляж иноязычных отечественных и иностранных телефильмов, преимущественно художественных
- Отдел заказов телефильмов для киностудий СССР[35] (позднее Студия «ТВ Экран») — оформлял заказы на производство телефильмов киностудиями
- Студия «Ростелефильм» (с 1990 г., ранее — отдел телевизионных фильмов ГУМТР)[36][37] — оформляла заказы на производство телефильмов местными государственными телестудиями

Каждая из студий возглавлялась художественным руководителем.

## Известные художественные телефильмы
См: Список фильмов ТО «Экран»
- 1963—1964 — Вызываем огонь на себя (совместно с «Мосфильм»)
- 1969 — Гамлет
- 1969 — Калиф-аист
- 1969 — Похищение
- 1970 — Бушует «Маргарита»
- 1970 — Был месяц май
- 1970 — Денискины рассказы
- 1970 — Друг Тыманчи
- 1970 — Семья как семья или Коробовы встречают Новый год
- 1971 — Малыш и Карлсон, который живёт на крыше
- 1971 — Эти разные, разные, разные лица
- 1972 — Вот моя деревня
- 1972 — Перевод с английского — лауреат Всесоюзного фестиваля телевизионных фильмов
- 1972 — Украли зебру
- 1972 — Стоянка поезда — две минуты
- 1973 — Был настоящим трубачом
- 1973 — Новые приключения Дони и Микки
- 1974 — Безумный день, или женитьба Фигаро
- 1974 — Миллионерша
- 1974 — Лев Гурыч Синичкин
- 1974 — Люди и манекены
- 1974 — Происшествие
- 1974 — Совесть
- 1975 — Вариант «Омега»
- 1975 — Здравствуйте, я ваша тётя!
- 1975 — Обретёшь в бою
- 1975 — У меня есть лев
- 1976 — 12 стульев
- 1976 — Дамы и гусары
- 1976 — Дневной поезд
- 1976 — Дни хирурга Мишкина
- 1976 — Расписание на завтра
- 1977 — Горе от ума
- 1977 — Долг
- 1977 — И это всё о нём
- 1977 — Нос
- 1977 — Почти смешная история
- 1978 — Дуэнья
- 1978 — И это всё о нём
- 1978 — Красавец-мужчина
- 1978 — Мальчишки
- 1979 — Активная зона
- 1979 — Бабушки надвое сказали
- 1979 — Завтрак на траве
- 1979 — Жил-был настройщик
- 1979 — Инспектор Гулл
- 1979 — Коньки. Воспоминания о школе
- 1979 — Летние гастроли
- 1980 — Адам женится на Еве
- 1980 — Жиголо и Жиголетта
- 1980 — Каникулы Кроша
- 1980 — Мелодия на два голоса
- 1980 — Мнимый больной
- 1980 — Частное лицо
- 1981 — Бедная Маша
- 1981 — Всем — спасибо!..
- 1981 — Мы, нижеподписавшиеся
- 1981 — О тебе
- 1981 — Опасный возраст
- 1981 — Синдикат-2
- 1981 — Спокойной ночи, малыши! Заставки по дням недели
- 1982 — Ассоль
- 1982 — Год активного солнца
- 1982 — Дом, который построил Свифт
- 1982 — Кража
- 1982 — Не ждали, не гадали!
- 1982 — Профессия — следователь
- 1982 — Солнечный ветер
- 1983 — Если верить Лопотухину
- 1983 — Комический любовник, или Любовные затеи сэра Джона Фальстафа
- 1983 — Поздняя любовь
- 1983 — Раннее, раннее утро
- 1984 — Мгновения спорта
- 1984 — Неизвестный солдат
- 1984 — Предел возможного
- 1984 — Свадьба соек
- 1985 — Буратино
- 1985 — Витражных дел мастер
- 1985 — Возвращение Будулая
- 1985 — Встреча перед разлукой
- 1985 — Про кота…
- 1986 — Архангельский мужик
- 1986 — Весёлая хроника опасного путешествия
- 1986 — Мой нежно любимый детектив
- 1986 — Нужные люди
- 1986 — Я тебя ненавижу
- 1987 — Доченька
- 1987 — Вот такая история…
- 1987 — Сын
- 1988 — Воскресенье, половина седьмого
- 1988 — Клад
- 1988 — Остров ржавого генерала
- 1989 — Любовь с привилегиями (совместно с «Мосфильм»)
- 1989 — Не сошлись характерами
- 1989 — Под куполом цирка
- 1990 — Зверобой
- 1991 — Воспоминание о «Коровьем марше»
- 1991 — Группа риска (совместно с Свердловской киностудией)
- 1991 — Дело
- 1991 — Иван Фёдоров
- 1991 — Кешка и «гангстеры»
- 1991 — Кешка и спецназ
- 1991 — Личное оружие
- 1991 — Машенька
- 1991 — Ночные забавы
- 1991 — Очарованный странник
- 1991 — Сюжет для двух рассказов
- 1991 — Тень, или Может быть, всё обойдётся (совместно с «Мосфильм»)
- 1991 — Человек со свалки
- 1992 — Кешка и Фреди
- 1992 — Мушкетёры двадцать лет спустя
- 1992 — Наш американский Боря
- 1993 — Кешка и бизнес
- 1993 — Кешка и борода
- 1993 — Кешка и гуманоид
- 1993 — Кешка и террористы
- 1993 — Маленькие человечки Большевистского переулка, или Хочу пива (совместно с «Мосфильм»)
- 1993 — Про бизнесмена Фому (совместно с «Мосфильм»)
- 1993 — Раскол (совместно с «Мосфильм»)
- 1994 — Воровка

## Известные мультфильмы
См: Список мультфильмов ТО «Экран»
- «Аистёнок и пугало» (1970)
- «Волшебная калоша» (1970)
- «Маленькие недоразумения» (1970)
- «Малышок и Чёрная Маска» (1970)
- Мультфильмы о Паучках Ананси (1970—1973)
  - «Паучок Ананси» (1970)
  - «Паучок Ананси и волшебная палочка» (1973)
- «Приключения Пифа» (1970)
- «По щучьему велению» (1970)
- «Домик на колёсах» (1971)
- «Мой брат страусёнок» (1971)
- «Мой голубой щенок» (1971)
- «Последний заяц» (1971)
- «Ослик Плюш» (1971)
- «Соломенный бычок» (1971)
- «Тримпу в цирке» (1971)
- «Царевна-лягушка» (1971)
- Цикл мультфильмов «Приключения Незнайки и его друзей» (1971—1973)
  - «Коротышки из Цветочного города» (1971)
  - «Незнайка-музыкант» (1972)
  - «Незнайка-художник» (1972)
  - «Незнайка-поэт» (1972)
  - «Незнайка за рулём» (1972)
  - «Как Знайка придумал воздушный шар» (1972)
  - «Воздушное путешествие» (1972)
  - «Незнайка в Зелёном городе» (1972)
  - «Незнайка встречается с друзьями» (1972)
  - «Возвращение» (1973)
- «В лесу родилась ёлочка» (1972)
- «Дружба врозь» (1972)
- «Медвежонок Римцимци» (1972)
- «От тебя одни слёзы» (1972)
- «Осторожные козлы» (1972)
- Цикл мультфильмов «Приключения Мюнхаузена» (1972—1995)
  - «Между крокодилом и львом» (1972)
  - «Меткий выстрел» (1973)
  - «Чудесный остров» (1974)
  - «Павлин» (1974)
  - «Волк в упряжке» (1995)
- «Пьяные вишни» (1972)
- «Симулянт» (1972)
- «Турист» (1972)
- «Яблоко» (1972)
- «SOS» (1973)
- «Автомобиль с хвостиком» (1973)
- «Весёлые медвежата» (1973)
- Цикл мультфильмов «Волшебник Изумрудного города» (1973—1974)
  - «Элли в волшебной стране» (1973)
  - «Дорога из жёлтого кирпича» (1974)
  - «Изумрудный город» (1974)
  - «Королевство Бастинды» (1974)
  - «Разоблачение Великого и Ужасного» (1974)
  - «Тайна колдуньи Гингемы» (1974)
  - «Корабль старого моряка» (1974)
  - «Солдаты-садоводы» (1974)
  - «Загадочная пещера» (1974)
  - «Элли встречается с друзьями» (1974)
- «Жук — кривая горка» (1973)
- «Знаменитый утёнок Тим» (1973)
- «Как кошка с собакой» (1973)
- «Первые встречи» (1973)
- «Сказка о громком барабане» (1973)
- «Алёнушка и солдат» (1974)
- «Волшебная лампа Аладдина» (1974)
- «Бим, Бам, Бом и волк» (1974)
- «Загадочная планета» (1974)
- «Здравствуйте, тётя Лиса!» (1974)
- «Катавасия» (1974)
- «Крошка Енот» (1974)
- «Морозный узор» (1974)
- «Птичий рынок» (1974)
- «Рыболов» (1974)
- «Сами виноваты» (1974)
- «Состязание» (1974)
- «Толик и Тобик» (1974)
- «Утренняя музыка» (1974)
- «Басни Михалкова» (1975)
- «В стране ловушек» (1975)
- «Вот какой рассеянный» (1975)
- «Волк и семеро козлят на новый лад» (1975)
- «Дело в шляпе» (1975)
- «Дядя Фёдор, пёс и кот» (1975—1976)
- «Завтра день рождения бабушки» (1975)
- «Картина. Ехал Ваня» (1975)
- «Кошки-мышки» (1975)
- «Кое-что о колесе» (1975)
- Мультфильмы о коте Леопольде (1975—1987)
  - «Месть кота Леопольда» (1975)
  - «Леопольд и золотая рыбка» (1975)
  - «Клад кота Леопольда» (1981)
  - «Телевизор кота Леопольда» (1981)
  - «Прогулка кота Леопольда» (1982)
  - «День рождения Леопольда» (1982)
  - «Лето кота Леопольда» (1983)
  - «Интервью с котом Леопольдом» (1984)
  - «Кот Леопольд во сне и наяву» (1984)
  - «Поликлиника кота Леопольда» (1986)
  - «Автомобиль кота Леопольда» (1987)
- «Мук-скороход» (1975)
- «Нарисовать начало» (1975)
- «Наша Чукоккала» (1975)
- «Одуванчик» (1975)
- «Слоно-дило-сёнок» (1975)
- «Человек и его птица» (1975)
- «Чёрная курица» (1975)
- «Бумеранг» (1976)
- «Все непонятливые» (1976)
- «Заколдованное слово» (1976)
- «Лямзи-тыри-бонди, злой волшебник» (1976)
- «Наша планета Земля» (1976)
- Цикл мультфильмов «Незнайка в Солнечном городе» (1976—1977)
  - «Как Незнайка совершал хорошие поступки»
  - «Встреча с волшебником»
  - «Превращения начинаются»
  - «Побег»
  - «Превращения продолжаются»
  - «Приключения трёх ослов»
  - «Удивительные подвиги»
  - «Снова вместе»
  - «Переполох в зоопарке»
  - «Волшебник появляется снова»
- «Ноев ковчег» (1976)
- «Осьминожки» (1976)
- «От тебя одни слёзы» (1976)
- «Птичий праздник» (1976)
- «Репетиция» (1976)
- «Сон автолюбителя» (1976)
- «Сэмбо» (1976)
- «Два клёна» (1977)
- «Живая вода» (1977)
- «Лоскутик и Облако» (1977)
- «Марусина карусель» (1977)
- «Мистер Твистер» (1977)
- «Праздник непослушания» (1977)
- «Петрушка-иностранец» (1977)
- «Тебе — атакующий класс!» (1977)
- «Чемпион в лесу» (1977)
- «Шёлковая Кисточка» (1977)
- «Дима отправляется в путь» (1978)
- «Златовласка» (1978)
- «Как тоску одолели» (1978)
- «Когда растаял снег» (1978)
- «Краденое солнце» (1978)
- «Кто ж такие птички?» (1978)
- «Мальчик и девочка» (1978)
- «Мой приятель светофор» (1978)
- Мультфильмы о Муми-троллях (1978)
  - «Муми-тролль и другие»
  - «Муми-тролль и комета»
  - «Муми-тролль и комета: Путь домой»
- «Почтарская сказка» (1978)
- «Робинзон Кузя» (1978)
- «Сказка о потерянном времени» (1978)
- «Честное слово» (1978)
- Мультфильмы о Дядюшке Ау (1979)
  - «Дядюшка Ау»
  - «Ошибка Дядюшки Ау»
  - «Дядюшка Ау в городе»
- «Большой секрет для маленькой компании» (1979)
- «Вовка-тренер» (1979)
- «Герон» (1979)
- «Девочка и дельфин» (1979)
- «Дом для леопарда» (1979)
- «Квакша» (1979)
- «Олимпийский характер» (1979)
- «Очень синяя борода» (1979)
- «Ростик и Кеша» (1979)
- «Северная сказка» (1979)
- «Стальное колечко» (1979)
- Цикл мультфильмов «Ушастик и его друзья» (1979—1982)
  - «Ушастик»
  - «Когда Медвежонок проснётся»
  - «Ушастик и его друзья»
  - «Как Гусёнок на Лису охотился»
  - «Таинственная пропажа»
- Цикл мультфильмов «Четвёрка друзей» (1979—1981)
  - «Обида» (1979)
  - «Однажды утром» (1980)
  - «Испорченная погода» (1980)
  - «Сон» (1981)
- «Акаиро» (1980)
- «Клякса» (1980)
- «Кнопочки и человечки» (1980)
- «Колесо Фортуны» (1980)
- «Метаморфоза» (1980)
- «Новогоднее приключение» (1980)
- «Ночь рождения» (1980)
- Телевыпуски мультфильма «Ну, погоди!» (1980—1981)
  - «Зимой и летом»
  - «Охота на зайцев»
  - «Незванный гость»
- Цикл мультфильмов «Олимпиада-80» (1980—1981)
- «Пиф-паф, ой-ой-ой!» (1980)
- «Почему слоны?» (1980)
- Мультфильмы о Ёжике и Медвежонке (1980—1983)
  - «Трям! Здравствуйте!» (1980)
  - «Зимняя сказка» (1981)
  - «Осенние корабли» (1982)
  - «Удивительная бочка» (1983)
- «Солдатская сказка» (1980)
- «Свинопас» (1980)
- «Соломенный жаворонок» (1980)
- «Топчумба» (1980)
- «Трус» (1980)
- Цикл мультфильмов по мотивам сказки Сергея Михалкова (1980)
  - «Жадный богач»
  - «Как старик корову продавал»
- «Блики» (1981)
- «Валенок» (1981)
- Цикл из 10 мультфильмов «Великолепный Гоша» (1981—1985)
- «Не заглушить, не вытоптать года…» (1981)
- «Девичьи узоры» (1981)
- «Ель» (1981)
- «Жил-был Саушкин» (1981—1982)
- Цикл из 2 мультфильмов «Космические пришельцы» (1981—1983)
- «Мама для мамонтёнка» (1981)
- «Мальчик шёл, сова летела» (1981)
- «Маскарад» (1981)
- «Натюрморт» (1981)
- «Палле один на свете» (1981)
- «Пластилиновая ворона» (1981)
- «Раз ковбой, два ковбой» (1981)
- «Фокус» (1981)
- Мультфильмы о маленьком Чертёнке № 13 (1981—1982)
  - «Шиворот-навыворот» (1981)
  - «Чертёнок № 13» (1982)
- «Шмель» (1981)
- «Берегите хлеб!» (1982)
- «Борец» (1982)
- «Ветер про запас» (1982)
- «Вода» (1982)
- «Возвращение со звёзд» (1982)
- «Кошкин дом» (1982)
- «Кто придёт на Новый год?» (1982)
- «Копейка» (1982)
- «Маленький Рыжик» (1982)
- «Настроение» (1982)
- «Новогодняя песенка Деда Мороза» (1982)
- «Огромное небо» (1982)
- «Однажды вечером» (1982)
- «Отчего кошку назвали кошкой» (1982)
- «Пейзаж» (1982)
- «Похождения Хряпова» (1982)
- «Происшествие в музее» (1982)
- «Рождение Геракла» (1982)
- «Старуха, дверь закрой!» (1982)
- «Старый кувшин» (1982)
- «Укрощение велосипеда» (1982)
- «Филипок» (1982)
- Цикл из 4 мультфильмов «Бюро находок» (1982—1984)
- «Гори, гори, ясно» (1983)
- «Малиновка и медведь» (1983)
- «Обратная сторона Луны» (1983)
- «Падал прошлогодний снег» (1983)
- «Свет хлеба» (1983)
- Цикл мультфильмов «Синичкин календарь» (1983—1984)
  - «Зима» (1983)
  - «Весна» (1983)
  - «Лето» (1984)
  - «Осень» (1984)
- Цикл мультфильмов «Следствие ведут Колобки» (1983)
  - «Следствие первое»
  - «Похищение века»
- «Шалтай-Болтай» (1983)
- «Фантазёр» (1983)
- «Эволюция» (1983)
- Цикл мультфильмов по мотивам сказки Дональда Биссета (1983—1987)
  - «Девочка + дракон» (1983)
  - «Малиновое варенье» (1983)
  - «Забытый день рождения» (1984)
  - «Крококот» (1985)
  - «Снегопад из холодильника» (1986)
  - «Урок музыки» (1986)
  - «Вреднюга» (1987)
- Мультфильмы о Тушканчике и Дикобразе (1983—1986)
  - «Ракушка» (1983)
  - «Крем-Брюле» (1984)
  - «Корабль пустыни» (1986)
- «А в этой сказке было так…» (1984)
- «Будильник» (1984)
- «Волшебная лопата» (1984)
- «Встречайте бабушку» (1984)
- «Голубой мяч» (1984)
- «Ель» (1984)
- «Жар-птица» (1984)
- «Заповедник» (1984)
- «Капля» (1984)
- Цикл мультфильмов «КОАПП» (1984—1990)
  - «Чёрный заяц» (1984)
  - «Что услышала медуза» (1984)
  - «Разными глазами» (1985)
  - «Сонное царство» (1985)
  - «Когда я был маленьким» (1985)
  - «Банный день» (1986)
  - «Самая скорая помощь» (1986)
  - «Тайна зелёного острова» (1986)
  - «Всюду жизнь» (1987)
  - «Дом для барсука» (1987)
  - «Перепись населения» (1987)
  - «Пробег» (1987)
  - «Ограбление вернисажа» (1987)
  - «AB OVO — это значит от яйца» (1988)
  - «Кошмар на Амазонке» (1988)
  - «SOS КОАППу!» (1989)
  - «Симбиоз» (1990)
  - «Таинственный КА…» (1990)
- «Мотив» (1984)
- «Найда» (1984)
- «Ожидание» (1984)
- «Плюх и Плих» (1984)
- «Подземный переход» (1984)
- «Три медведя» (1984)
- «Солдатская лампа» (1984)
- «Ученик волшебника» (1984)
- «Хочу Луну» (1984)
- «Это совсем не про это» (1984)
- Мультфильмы о домовёнке Кузе (1984—1987)
  - «Дом для Кузьки» (1984)
  - «Приключения домовёнка» (1985)
  - «Сказка для Наташи» (1986)
  - «Возвращение домовёнка» (1987)
- Мультфильмы о Тигрёнке и его друзьях (1984—1985)
  - «По дороге с облаками» (1984)
  - «Подарок для слона» (1984)
  - «Клад» (1985)
- «Голубая стрела» (1985)
- «Зачем верблюду апельсин?» (1985)
- «Крылья, ноги и хвосты» (1985)
- «Кубик» (1985)
- «Лебединое пёрышко» (1985)
- «Маленькие чудеса» (1985)
- «Между небом и землёй» (1985)
- «Миниатюры» (1985)
- «Не надо торопиться» (1985)
- «Остров капитанов» (1985)
- «Открытое окно» (1985)
- «Пекка» (1985)
- «Песня о летучих мышах» (1985)
- «Туда и обратно» (1985)
- «Рикэ-хохолок» (1985)
- «Чертёнок с пушистым хвостом» (1985)
- «Чужая шуба» (1985)
- «Чужие окна» (1985)
- Цикл мультфильмов «Полезные советы профессора Чайникова» (1985—1986)
  - «Советы профессора Чайникова»
  - «Как передвинуть шкаф»
  - «Как важно беречь тепло»
  - «Как не залить соседей»
  - «Как обогреть палатку»
  - «Как побелить потолок»
- Цикл мультфильмов «Рассказы о профессиях» (1985—1987)
  - «Повелители молний» (1985)
  - «Каменные музыканты» (1986)
  - «Молочный нептун» (1987)
  - «Помощники Гефеста» (1987)
- «Берегите тело» (1986)
- «Берегите электроэнергию» (1986)
- «В субботу вечером» (1986)
- «Дореми» (1986)
- «Кошачий концерт» (1986)
- «Лапочка» (1986)
- «Миниатюры-86» (1986)
- «Нехочуха» (1986)
- «Новоселье у Братца Кролика» (1986)
- Цикл из 15 социальных мультфильмов «Ну, погоди!» (1986—1987)
  - Окно (1986)
  - Кран (1986)
  - Пружина (1986)
  - Лифт (1986)
  - Ванна (1986)
  - Не зная кода… (1987)
  - Назло Зайцу! (1987)
  - Беспокойная ночь (1987)
  - Теплота (1987)
  - Холодно-горячо (1987)
  - Да будет свет! (1987)
  - Мощность (1987)
  - Слово и дело (1987)
  - Рецепт (1987)
  - Уходя, гасите свет (1987)
- Цикл из 4 мультфильмов «Следствие ведут Колобки» (1986—1987)
- «Слон и Пеночка» (1986)
- «Сундук» (1986)
- «Тайна игрушек» (1986)
- «Тихо! Идёт операция» (1986)
- «Площадь картонных часов» (1986)
- «Фокусник» (1986)
- «Школа помощников» (1986)
- Цикл мультфильмов о поросёнке Фунтике (1986—1988)
  - «Неуловимый Фунтик» (1986)
  - «Фунтик и сыщики» (1986)
  - «Фунтик и старушка с усами» (1987)
  - «Фунтик в цирке» (1988)
- «Ах, принцесса!» (1987)
- «Белая цапля» (1987)
- «В зоопарке — ремонт!» (1987)
- «Волшебные колокольчики» (1987)
- «Домовые, или Сон в зимнюю ночь» (1987)
- Цикл из 2 мультфильмов «Если бы я был моим папой» (1987—1988)
- «Ленивое платье» (1987)
- «Лёгкий хлеб» (1987)
- «Непобеждённые» (1987)
- «Пчёлка» (1987)
- «Фиаско» (1987)
- «Босой учёный» (1988)
- «Брак по расчёту» (1988)
- «Домовой и хозяйка» (1988)
- «Колобок, колобок!..» (1988)
- «На суше и на море» (1988)
- «Отель» (1988)
- «Парк культуры» (1988)
- «Правитель Турропуто» (1988)
- Цикл из 3 мультфильмов «Расскажите сказку, доктор» (1988—1989)
- «Солдатский долг» (1988)
- «Телеманы» (1988)
- «Узники „Ямагири-мару“» (1988)
- «32 декабря» (1988)
- «Чудесное яблоко» (1988)
- «Большой Ух» (1989)
- «Гордиев узел» (1989)
- «Доктор Бартек и смерть» (1989)
- Цикл из 2 мультфильмов «Данило и Ненила» (1989—1990)
- «Записки Пирата» (1989)
- «Здесь могут водиться тигры» (1989)
- «Золотые слова» (1989)
- «Изобретение» (1989)
- «Наваждение» (1989)
- «Как Иван-молодец царску дочку спасал» (1989)
- «Крик» (1989)
- «Криминал» (1989)
- «Миссия пришельцев» (1989)
- «Пропала совесть» (1989)
- Цикл из 2 мультфильмов «Роковая любовь» (1989—1990)
- «Сестрички-привычки» (1989)
- «Счастливчик» (1989)
- «Упущенная галактика» (1989)
- «Эстафета» (1989)
- Мультфильмы о Маленьком лисёнке (1989—1994)
  - Сказка о старом эхо (1989)
  - Земляничный дождик (1990)
  - Мотылёк (1991)
  - Туман из Лондона (1992)
  - Эй, на том берегу! (1992)
  - Еловое яблоко (1993)
  - Лунная дорожка (1994)
  - Летний снеговик (1994)
- «Бочка» (1990)
- «Дверь в стене» (1990)
- «Из пушки на луну и далее без остановок» (1990)
- «Карманник» (1990)
- «Ослик» (1990)
- «Почему куры денег не клюют» (1990)
- «Пугало» (1990)
- «Пудя» (1990)
- «Тюк!» (1990)
- «Этого не может быть» (1990)
- Мультфильмы о Геоне (1991—1992)
  - Вампиры Геоны (1991)
  - Хозяева Геоны (1992)
- Мультфильмы о вертепе (1990—1993)
  - Сладкая репа (1990)
  - Николай Угодник и охотники (1991)
  - Гостья (1991)
  - Бабья работа (1992)
  - Простой мужик (1992)
  - Два жулика (1993)
  - Родня (1993)
- Цикл из 2 мультфильмов «В стране Бобберов» (1991—1993)
  - Гомункулос (1991)
  - Обед с господином Грызли (1993)
- «Большая полицейская сказка» (1991)
- «Венера» (1991)
- «Женская астрология, или Внеземное притяжение» (1991)
- «Пипа и генерал-полковник» (1991)
- «Послушный ученик» (1991)
- «Соловей» (1991)
- «Война слонов и носорогов» (1993)
- Цикл из 2 мультфильмов-альманахов «Умная собачка Соня» (1991—1993)
- Мультфильмы о Капитане Пронине (1992—1994)
  - Капитан Пронин — внук майора Пронина (1992)
  - Капитан Пронин 2: в Америке (1993)
  - Капитан Пронин 3: в космосе (1993)
  - Капитан Пронин 4: в опере (1994)
- Мультфильмы о Лягушке Пипа (1992—1993)
  - Лягушка Пипа (1992)
  - Пипа и бык (1993)
- «Обезьяна и черепаха» (1992)
- «Охотник» (1992)
- «Потец» (1992)
- «Сапожникова жена» (1992)
- «Сиротка Энни» (1992)
- «Скажи, Юпитер!» (1992)
- «Старый автомобиль» (1992)
- «Бояка мухи не обидит» (1993—1995)
- «Соната» (1993)
- «Три типа и скрипач» (1993)
- «Чужой праздник» (1993)
- «АМБА» (1994—1995)
- «Зоки и Бада» (1994)
- «Семь дней с Морси» (1994—1995)
- «Джинджер и Папа» (2009—2011, 2014)
  - «Первая встреча» (2009)
  - «До весны не будить!» (2009)
  - «Раз, два, три! Ёлочка гори!» (2009)
  - «Следы невиданных зверей» (2010)
  - «С волками жить...» (2010)
  - «День варенья» (2010)
  - «Весна пришла» (2009)
  - «Ловись рыбка!» (2009)
  - «Позвони, мне позвони!» (2010)
  - «Праздник на льду» (2010)
  - «Первый раз в первый класс» (2010)
  - «Граница на замке» (2010)
  - «Кто не спрятался, я не виноват!» (2010)
  - «Лыжню!» (2011)
  - «Дальний родственник» (2011)
  - «Будьте здоровы!» (2011)
  - «Большая стирка» (2011)
  - «Один дома» (2011)
  - «Героями не рождаются!» (2014)